# Dolomiti Super Ski
Dolomiti SuperSki är ett skidområde i Dolomiterna, Italien bestående av 12 byar, 464 skidliftar och 1220 km pistad pist med samma liftkort. Pisterna är snösäkra med en höjd över havet mellan 1200 och 3269 m. Populärt charterresemål bland svenskar.
Dessa 12 områden ingår i Dolomiti Superski:
- Cortina d’Ampezzo
- Kronplatz
- Alta Badia
- Val Gardena - Seiser Alm
- Fassatal - Karersee
- Arabba - Marmolada
- Hochpustertal
- Val di Fiemme - Obereggen
- San Martino di Castrozza - Passo Rolle
- Eisacktal
- Trevalli
- Civetta